# ميل مي-8

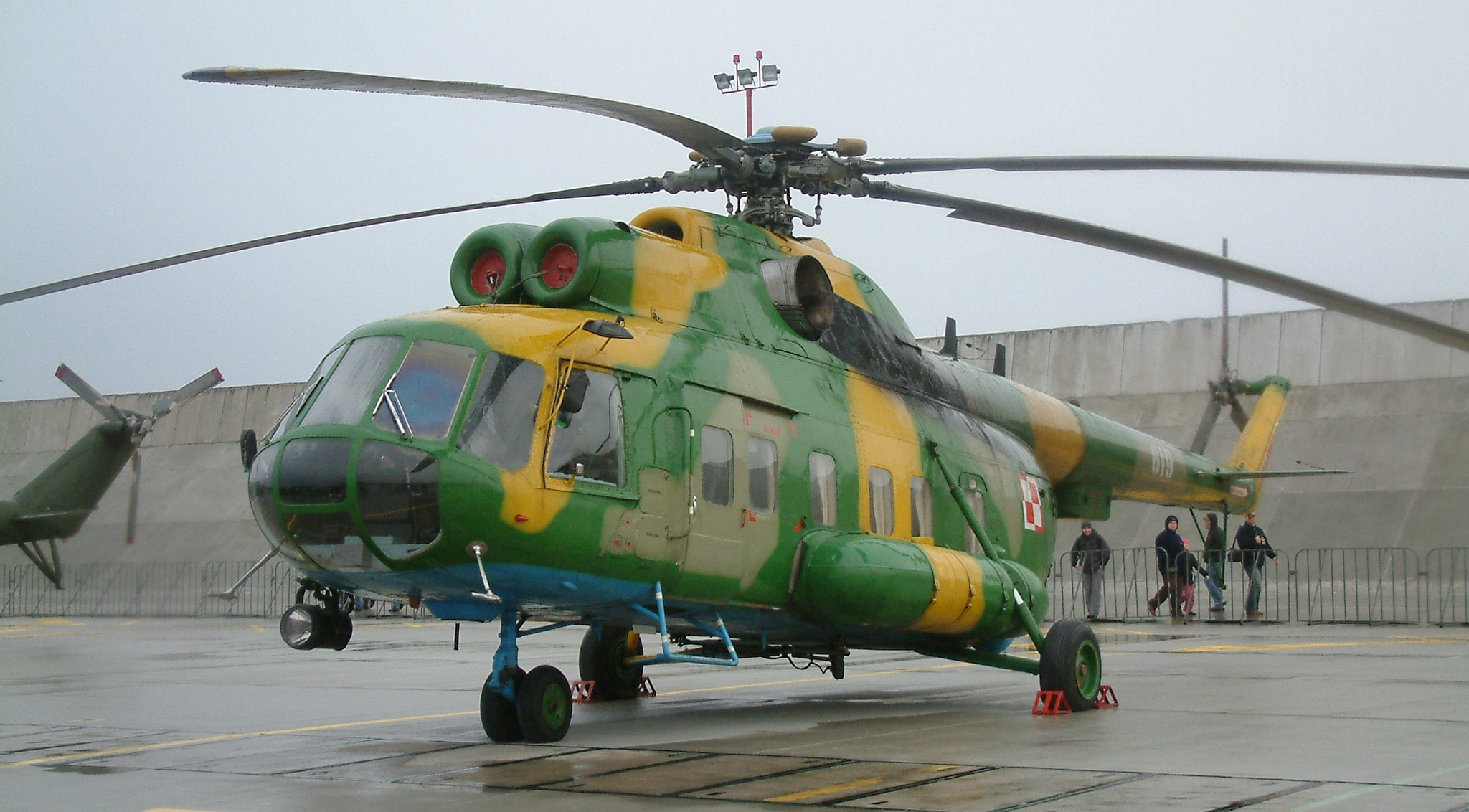
مي-8

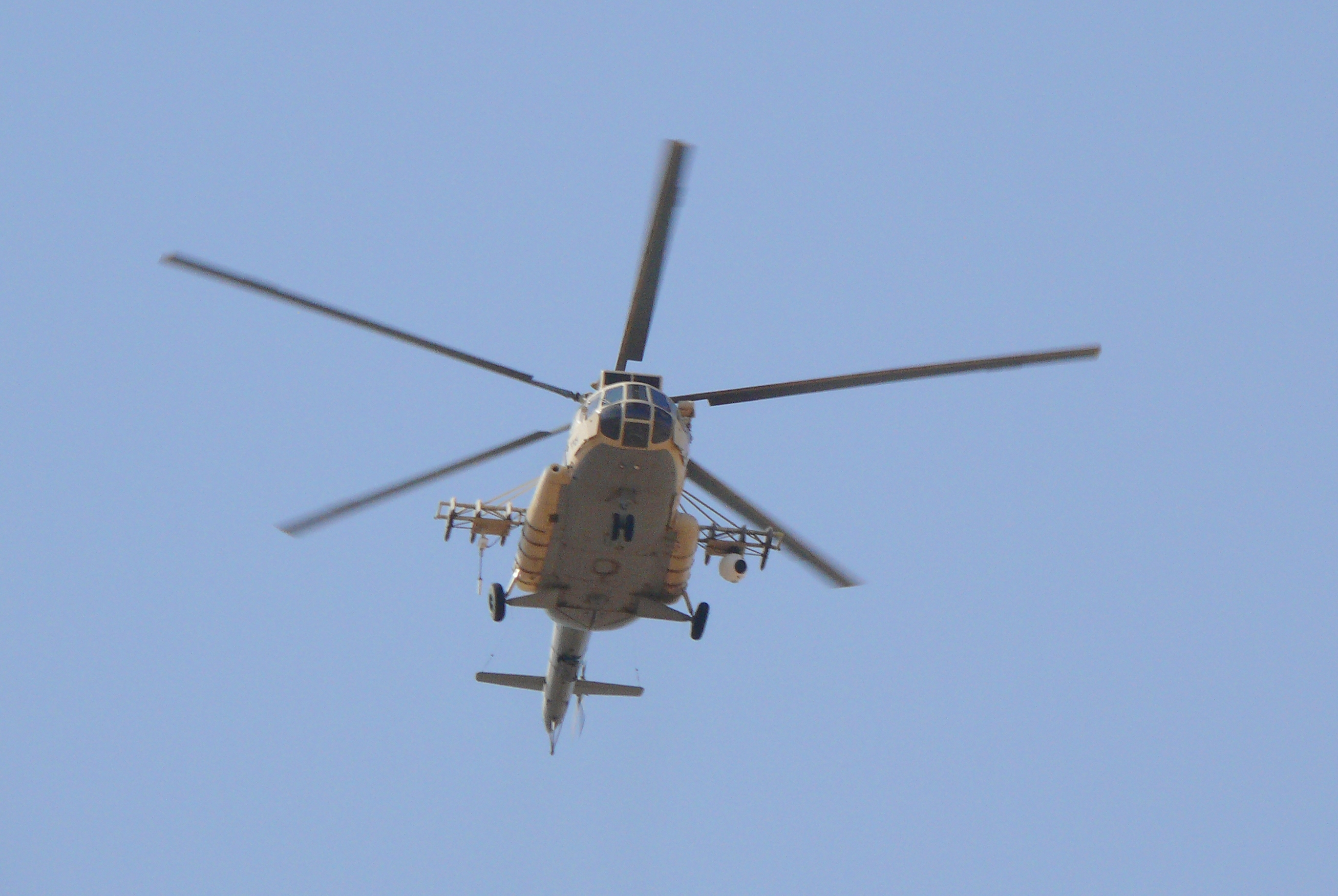
ميل مي-8-17 تابعة تحوم فوق أسوان

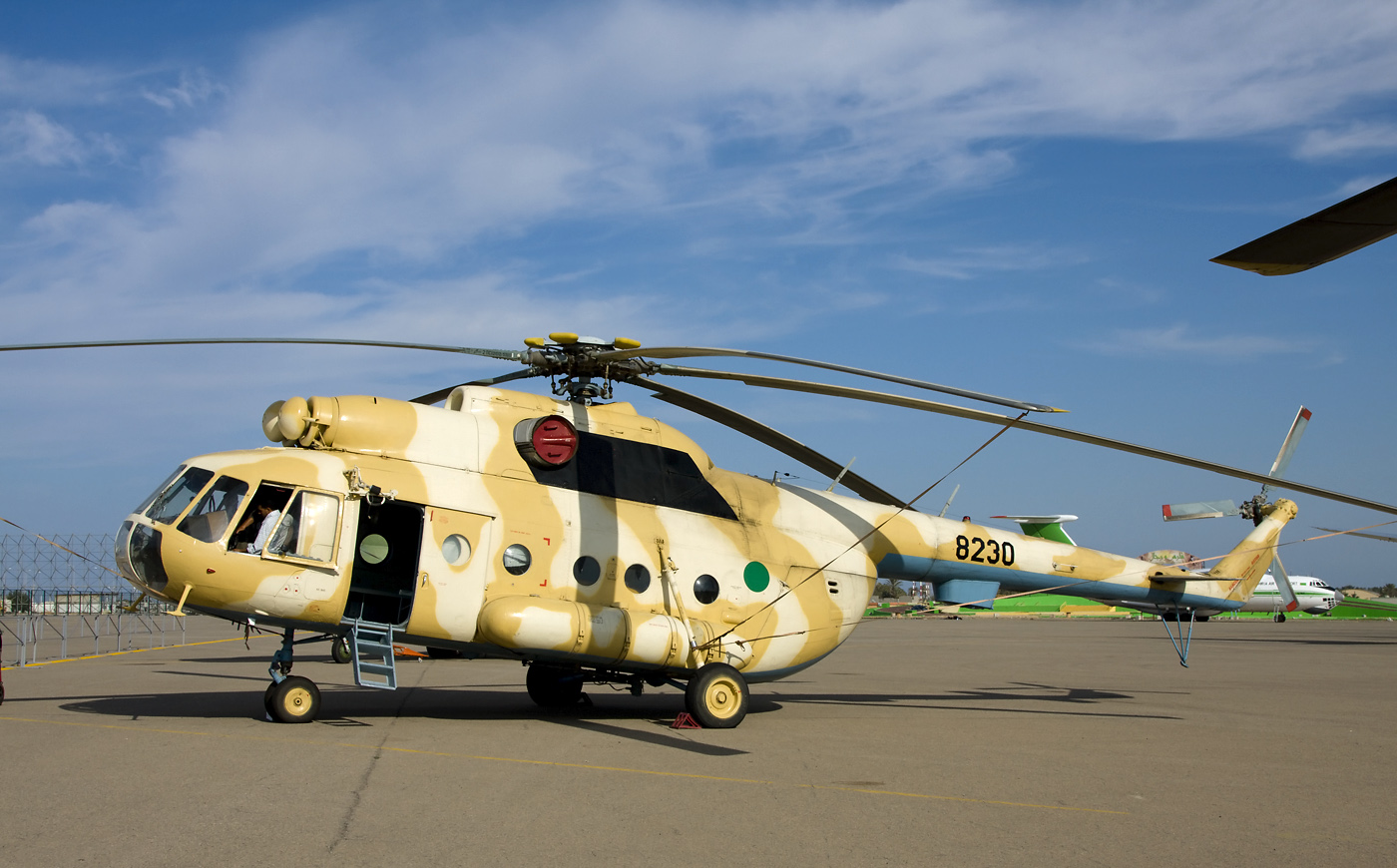
ميل مي 8 تتبع سلاح الجو الليبي

ميل مي-8 هي مروحية نقل سوفيتية وتعد الأكثر إنتاجا على مستوي العالم بتعداد يصل الي 12000 طائرة. ويتم استخدامها باكثر من 50 دولة سواء مدنيا ام عسكريا.
حلقت أول مرة 9 يونيو 1961، ودخلت الخدمة عام 1967. تصل تكلفتها الي 5-8 مليون دولار.
في البدء كانت الطائرات (مي ـ 8) مزودة بمحرك«سولوفيف»، بقوة 2700 حصان على الجزع، ونفذت أعمال التطوير في عدة نواحي، وسرعان ما ظهرت محركاتها الحالية.
وفي عام 1964، أضيفت شفرة خامسة إلى مروحتها الرئيسية، ومنذ ذلك الوقت أصبحت الطائرة العمودية الرئيسية للخدمات العامة في قوات حلف وارسو (سابقاً)، وبلدان عديدة آخرى.
وفي منتصف عام 1974، أعلن أن أكثر من (ألف) طائرة من هذا النوع قد صنع لاستخدامها للأعمال العسكرية.
والنموذج الأساسي مخصص لنقل الركاب والجنود، وهو مجهز في العادة بمقاعد لثمانية وعشرين شخصاً، في الحجرة الرئيسية، ويمكن نزعها بسرعة. أما النموذج (ت ـ 8) فهو للخدمات العامة، دون مقاعد، وبنوافذ مستديرة وأعمدة للأسلحة وحلقات للحمولات، وجهاز رفع مع بكرات للتحميل، ورافعة كهربائية (اختيارية) على الباب الأمامي. وجميع النماذج مزودة بأبواب خلفية عريضة مقوقعة (مع درجات ثابتة عليها في نماذج الركاب)، ويمكن تحميل مختلف العربات الصغيرة من هذه الأبواب. وقد زاد مجموع ما انتج منها على (7000 طائرة). أنتجت في عدة نماذج هي "
هيب سي "، " د "، و" ي "، و" ف " حسب تصنيف حلف شمالي الطلسي.
وتتسع هذه الطائرة لنقل 24 جندياً، مع كامل معداتهم، أو 12 نقالة لإخلاء الجرحى.
ومن المهام المميزة التي قامت بها كسح الألغام، حيث نقل عدد منها في العام 1974، إلى مصر للمساهمة في تطهير قناة السويس.
ويجدر الذكر أن الغرض من تسليح هذه الطائرة ليس استخدامها كطائرة هجومية،
فهي أكبر من أن تصلح لهذا الدور، بل هو لحمايتها في أثناء عمليات الإنزال
في أراضي معادية.
المواصفات الفنية:
السرعة: 250كم في الساعة
مدى الطيران: 465كم
الطاقم: 3 اشخاص
الوزن التي استطيع نقله: 12 طنا أو 28 راكبا

## معرض صور

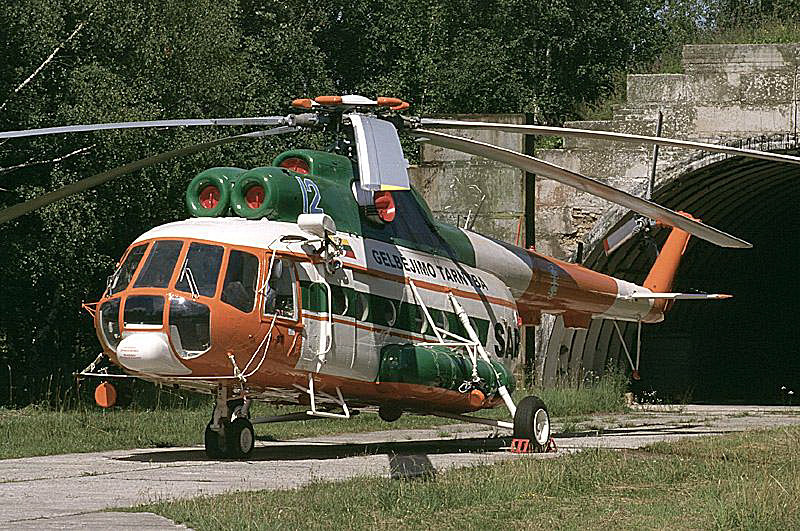
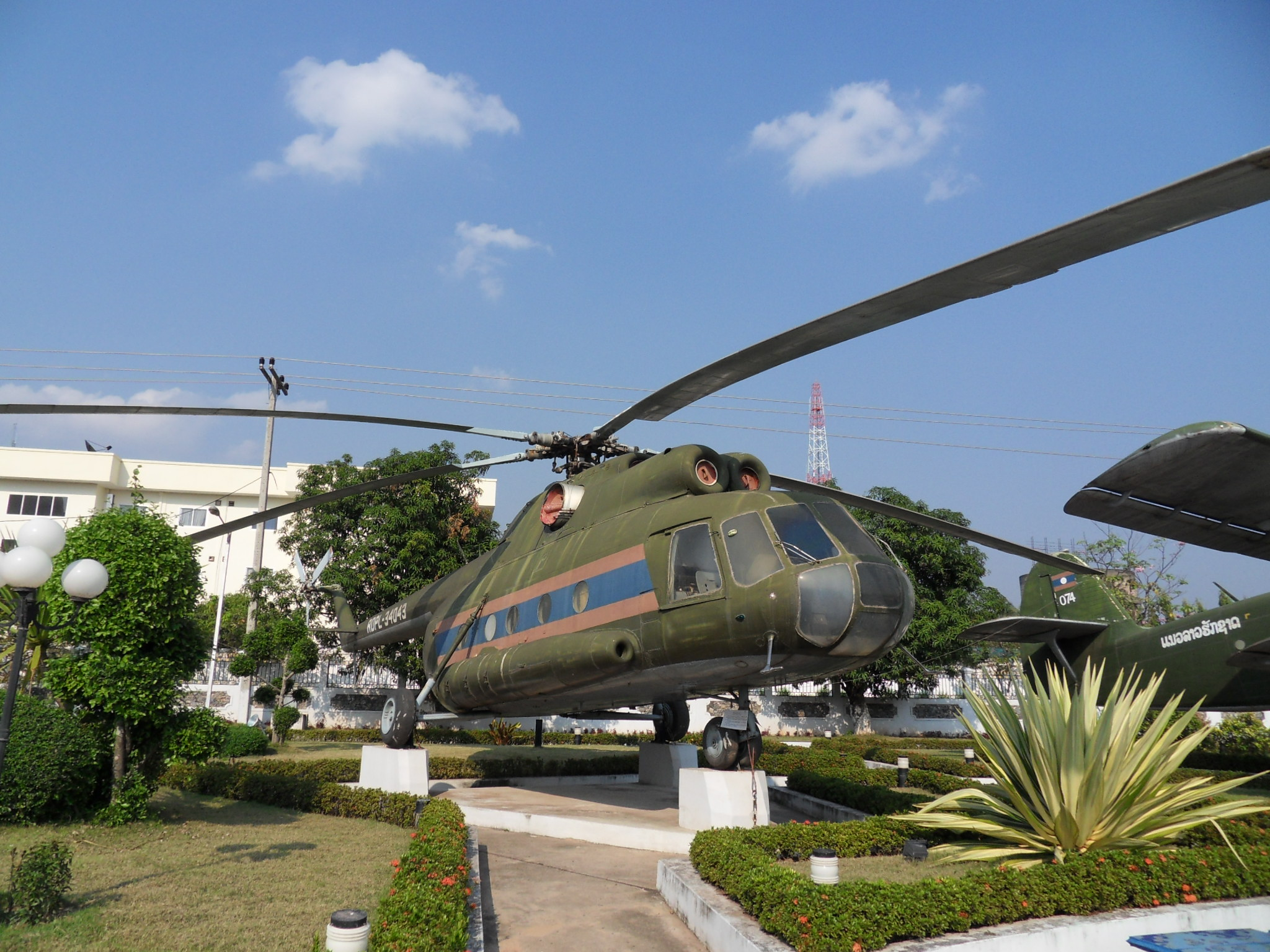
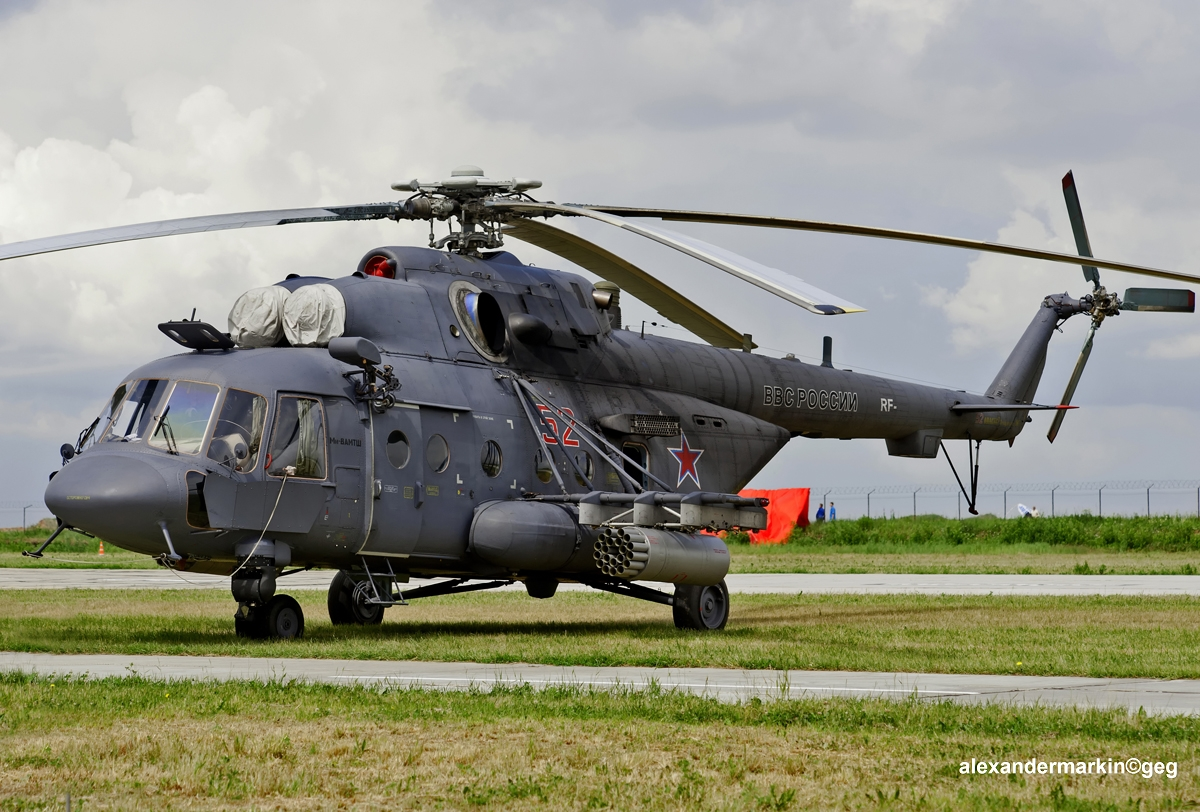
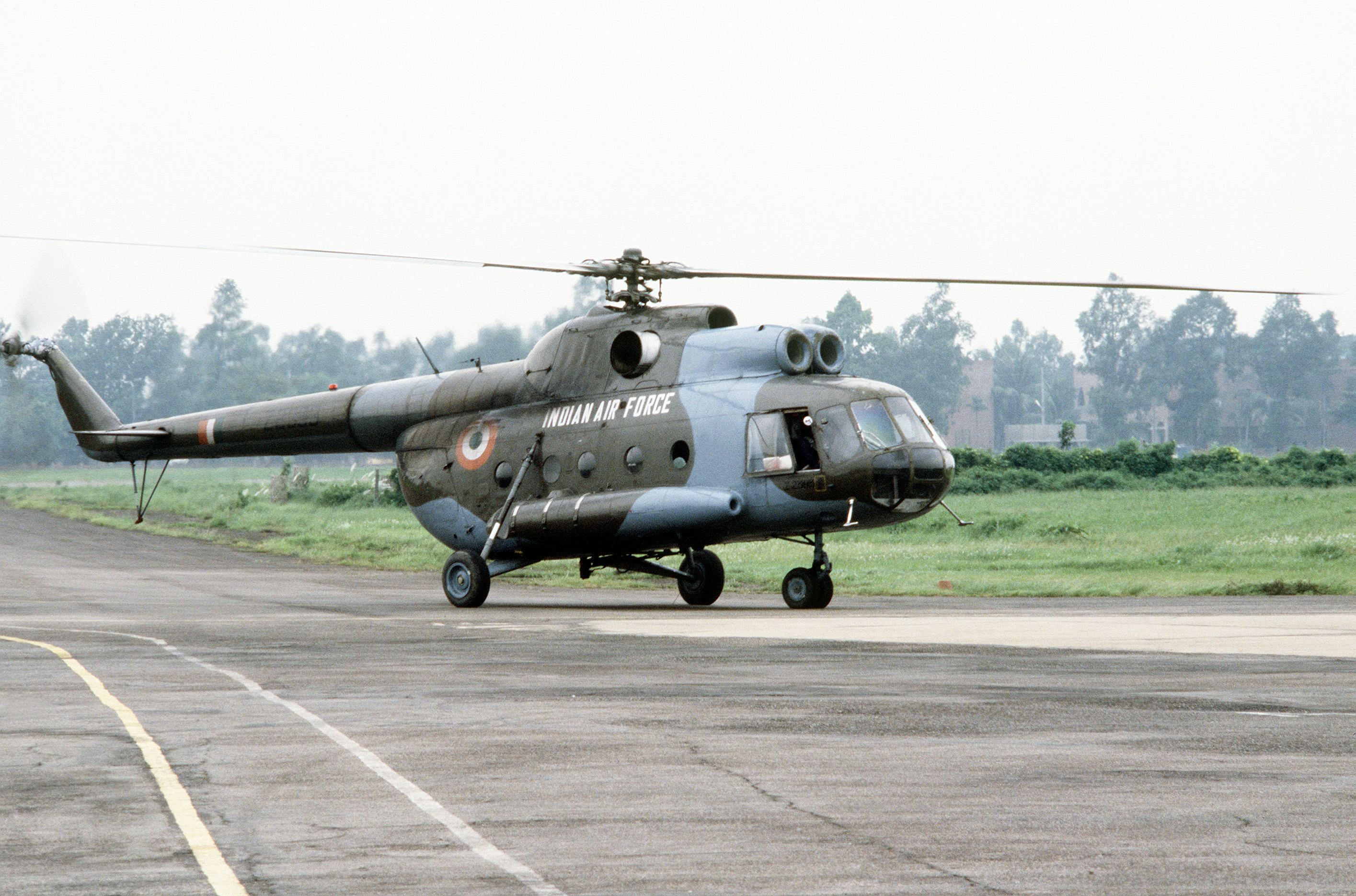

## وصلات خارجية
القوات الجوية السورية